# Cuộc xâm lược Luxembourg
Lỗi Lua: bad argument #1 to 'lc' (string expected, got number).

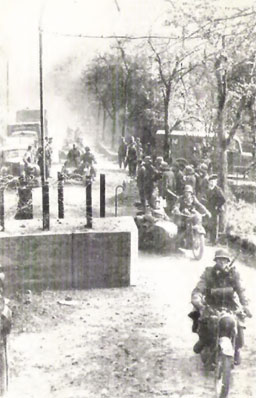
Quân cơ giới Đức vượt qua biên giới Luxembourg vào ngày 10 tháng 5 năm 1940.

Cuộc xâm lược Luxembourg là một phần của Kế hoạch Vàng (tiếng Đức gọi là Fall Gelb) trong cuộc xâm chiếm Vùng đất thấp (Bỉ, Luxembourg và Hà Lan) và Pháp của Đức trong Thế chiến II. Trận chiến bắt đầu vào ngày 10 tháng 5 năm 1940 và kéo dài chỉ trong một ngày. Đối mặt với sự kháng cự yếu ớt, Luxembourg đã nhanh chóng bị quân đội phát xít chiếm đóng. Chính phủ Luxembourg, và Nữ Đại Công tước Charlotte đã kịp thời trốn ra nước ngoài và thành lập một chính phủ lưu vong ở London.

## Bối cảnh
Thế chiến II bùng nổ vào ngày 1 tháng 9 năm 1939 đã đẩy chính phủ Luxembourg vào một tình huống nhạy cảm. Một mặt, sự cảm thông của người dân hướng về phía Bỉ và Pháp; mặt khác, do chính sách trung lập của đất nước kể từ sau Hiệp ước London năm 1867, chính phủ đã cẩn trọng lựa chọn lập trường không tham chiến đối với các nước láng giềng. Tính đến ngày 1 tháng 9, Đài phát thanh Luxembourg đã ngừng phát sóng. Vào mùa xuân năm 1940, công sự được dựng lên dọc biên giới với Đức và Pháp. Cái gọi là phòng tuyến Schuster đặt theo tên của người xây dựng ra nó, bao gồm các khối rào chắn bê tông lớn với cửa thép. Mục đích chính thức của các công trình này là để làm chậm bước tiến của bất kỳ đội quân xâm lược nào giúp cho người bảo đảm tính trung lập của Luxembourg có thì giờ tham chiến chống lại những kẻ xâm lược. Tuy nhiên, so với sức mạnh to lớn của quân đội Đức, nó chỉ có tính cách tượng trưng và giúp trấn an dân chúng. Ngoại trừ lực lượng nhỏ bé Quân đoàn Tình nguyện Luxembourg, Luxembourg không có một lực lượng quân đội nào đủ sức kháng địch do những hạn chế của hiệp ước. Sau khi một số báo động giả vào mùa xuân năm 1940, xác suất của một cuộc xung đột quân sự giữa Đức và Pháp ngày càng tăng. Đức đã quyết định ngừng việc xuất khẩu than cốc cho ngành công nghiệp thép của Luxembourg.

## Diễn biến
Các cánh cửa thép của phòng tuyến Schuster được lệnh đóng cửa vào ngày 10 tháng 5 năm 1940 vào lúc 3h15, sau khi quân Đức di chuyển sang phía đông của biên giới sông Our, Sauer và Mosel. Trong lúc đó, lực lượng đặc biệt của Đức gọi là Stoßtrupp Lützelburg ăn mặc như dân thường và được sự hỗ trợ từ kiều dân Đức sống ở Luxembourg, cố gắng phá hoại đài phát thanh và các rào chắn dọc theo biên giới Đức-Luxembourg nhưng nỗ lực của họ đã thất bại. Hoàng gia Luxembourg đã được sơ tán khỏi nơi cư trú tại Colmar-Berg đến cung điện Đại Công tước ở Thành phố Luxembourg.
Lực lượng xâm lược của quân Đức bao gồm các Sư đoàn Panzer số 1, 2 và 10 bắt đầu vào lúc 4h35. Họ đã không gặp phải sự kháng cự nào đáng kể vì đa số Quân đoàn Tình nguyện Luxembourg đều ở lại trong doanh trại của họ. Cảnh sát Luxembourg chống lại quân Đức nhưng không có kết quả gì mấy; thủ đô đã bị chiếm trước buổi trưa. Tổng số thương vong của phía Luxembourg lên tới 75 cảnh sát và binh lính bị bắt, sáu cảnh sát và một người lính bị thương. Vào lúc 8h, các đơn vị của Sư đoàn kỵ binh nhẹ số 3 Pháp của Tướng Petiet được sự hỗ trợ của Lữ đoàn Spahi số 1 của Đại tá Jouffault và đại đội số 2 của Tiểu đoàn thiết giáp số 5 đã vượt qua biên giới phía Nam để tiến hành một cuộc thăm dò quân đội Đức; rồi sau đó rút lui vào phía sau phòng tuyến Maginot. Vào chiều ngày 10 tháng 5 năm 1940, toàn bộ đất nước ngoại trừ phía Nam đã bị quân Đức chiếm đóng. Hơn 90.000 người dân phải sơ tán khỏi bang Esch-sur-Alzette như một hệ quả của bước tiến công. 47.000 người trốn sang Pháp, 45.000 người trốn vào miền trung và miền bắc Luxembourg.
Nữ Đại Công tước Charlotte và chính phủ của Thủ tướng Pierre Dupong đã kịp thời trốn sang Pháp, Bồ Đào Nha và Anh, trước khi cuối cùng định cư tại Canada trong thời gian chiến tranh. Charlotte sống lưu vong ở London đã trở thành một biểu tượng quan trọng của sự đoàn kết quốc gia. Con trai cả và người thừa kế của bà là Jean đã tình nguyện gia nhập quân đội Anh vào năm 1942. Đại diện chính thức còn lại là Albert Wehrer, người đứng đầu một ủy ban của chính phủ, cũng như 41 thành viên của Hạ nghị viện.